# Église Saint-Géry de Brie
Pour les articles homonymes, voir Église Saint-Géry.
L'église Saint-Géry de Brie est située dans le village de Brie, dans l'est du département de la Somme, non loin de Péronne.

## Historique
L'église précédente de Brie a été totalement détruite, jusqu'aux fondations, au cours de la Première Guerre mondiale et déclarée non réutilisable en 1919.
C'est à l'architecte Jacques Debat-Ponsan, grand prix de Rome, que fut confié le soin de reconstruire une église totalement nouvelle de 1930 à 1932 ; le traitement des abords et le mur de soutènement furent réalisés en 1933.
En 2020, l'église est fermée car des chutes de béton et de plâtre ont été observées.
Une restauration de l'extérieur a débuté en 2023, elle devrait être terminée en 2025.

## Caractéristiques

### Extérieur
Jacques Debat-Ponsan conçut un édifice d'avant-garde dans la filiation de l'église Notre-Dame du Raincy des Frères Perret de 1922. La construction est en béton armé dans un style art déco. 
Le revêtement des façades fut réalisé avec des dalles en pierre de Comblanchien, fixées par des agrafes en cuivre au voile en béton. Les terrasses à trois niveaux sont séparées par des claustras géométriques en béton. Le clocher s'ouvre sur un porche d'entrée tandis que, dans sa partie supérieure, les abat-sons sont en dalles de béton horizontales, surmontés d'une horloge et d'un lanternon.

### Intérieur
Le revêtement des murs intérieurs est en hourdis de brique creuse, assurant l'isolation thermique et phonique. Le décor date des années 1931-1932 : Marcel Sueur réalisa le maître-autel en dalles de pierre de Comblanchien, les autels, les fonts baptismaux ; le mobilier fut l'œuvre de Gustave Tattegrain d'Amiens : chaire à prêcher, confessionnal... Les verrières détruites en 1940 et 1944 furent remises en état après la Seconde Guerre mondiale en verre cathédrale non teinté.

## Photos

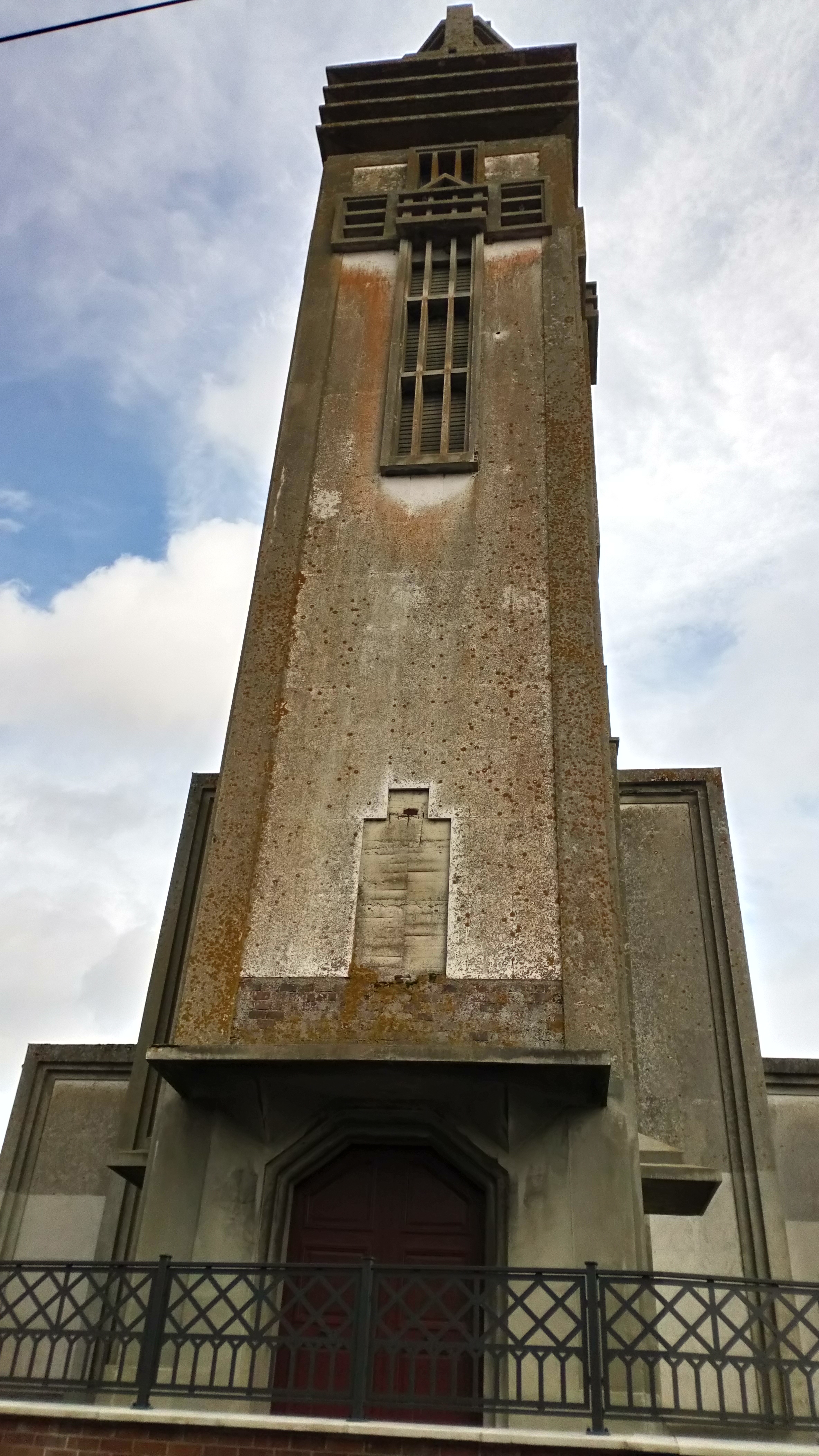
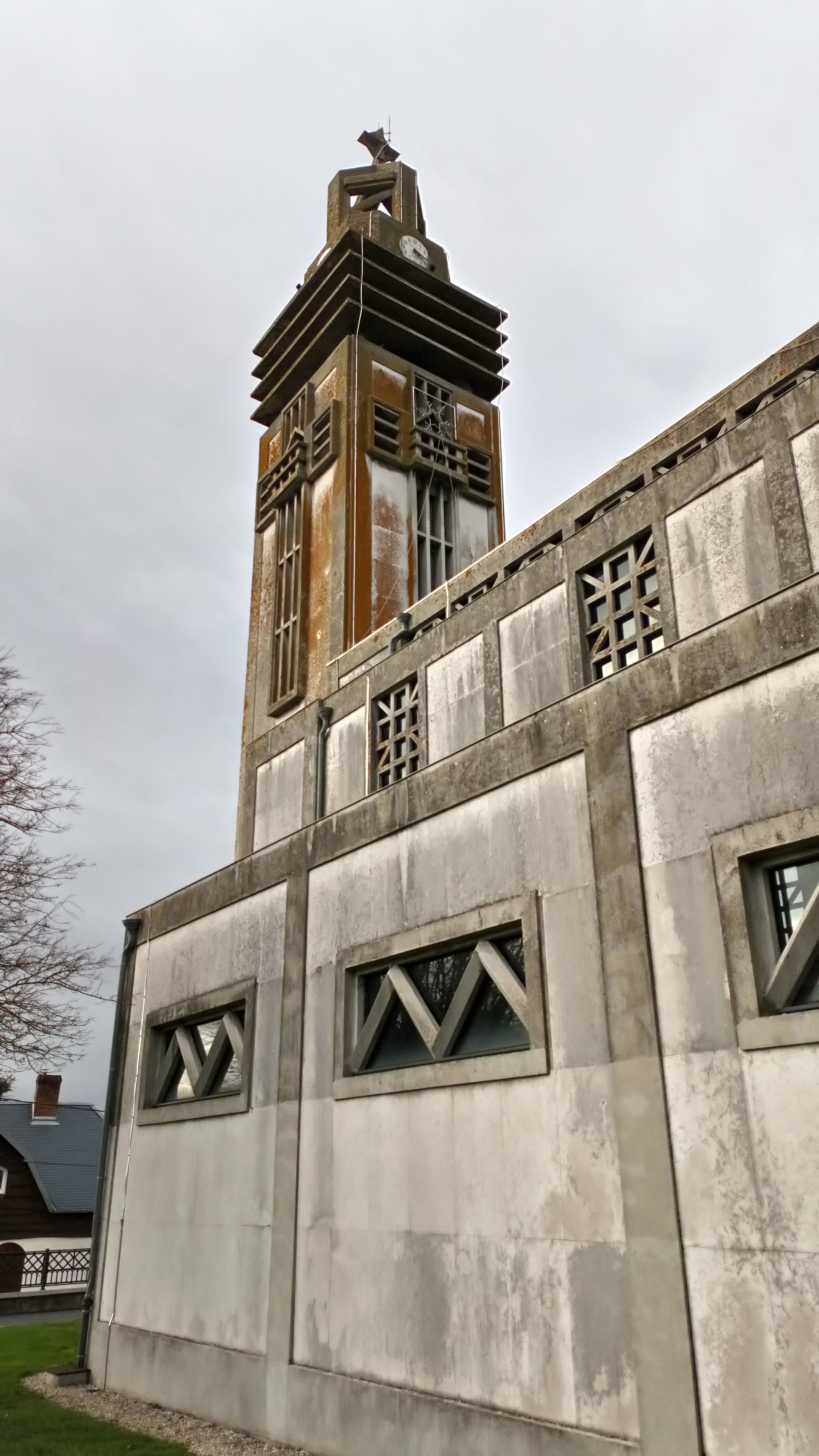
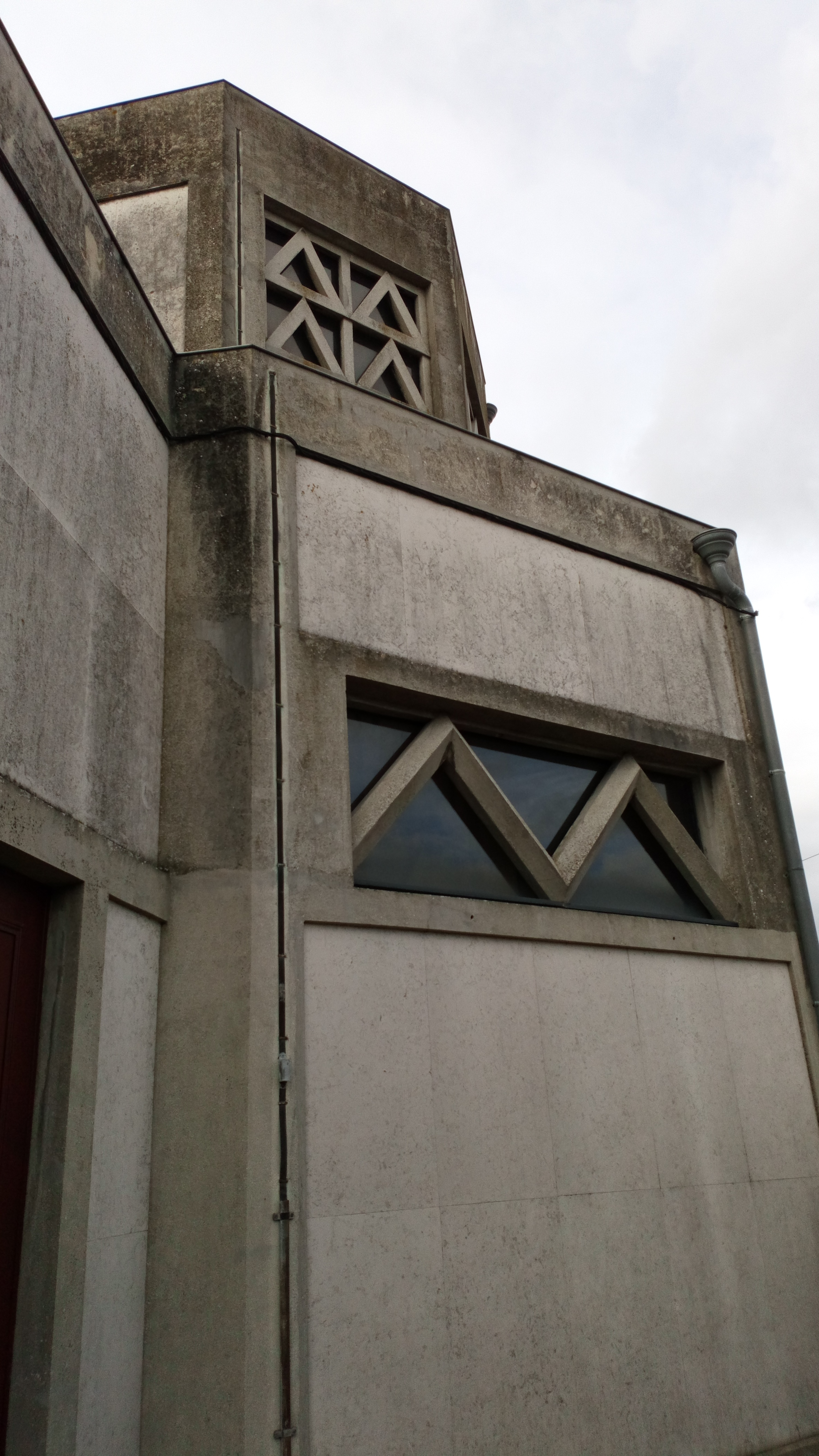